# Doctor Faustus (película)
Doctor Faustus es una película de 1967, adaptada de The Tragical History of Doctor Faustus de Christopher Marlowe, escrita en 1588. La primera versión para cine de una obra de Marlowe, era protagonizada y dirigida por Richard Burton, que interpretó el personaje Fausto. Elizabeth Taylor hizo una aparición en silencio como Helena de Troya, una aparición en que los críticos del día invariablemente se burlaron. El consenso primordial de los críticos fue el estudiante de Oxford Andreas Teuber que robó el show como Mefistófeles.
La película es un récord permanente de una producción teatral que Burton protagonizó y estuvo con Coghill en la Universidad de Sociedad Dramática de Oxford en 1966. 